# Wronia
Wronia – część wsi Tłuczewo w Polsce, położona w województwie pomorskim, w powiecie wejherowskim, w gminie Linia.
W latach 1975–1998 Wronia administracyjnie należała do województwa gdańskiego.